# Juego de las parejas

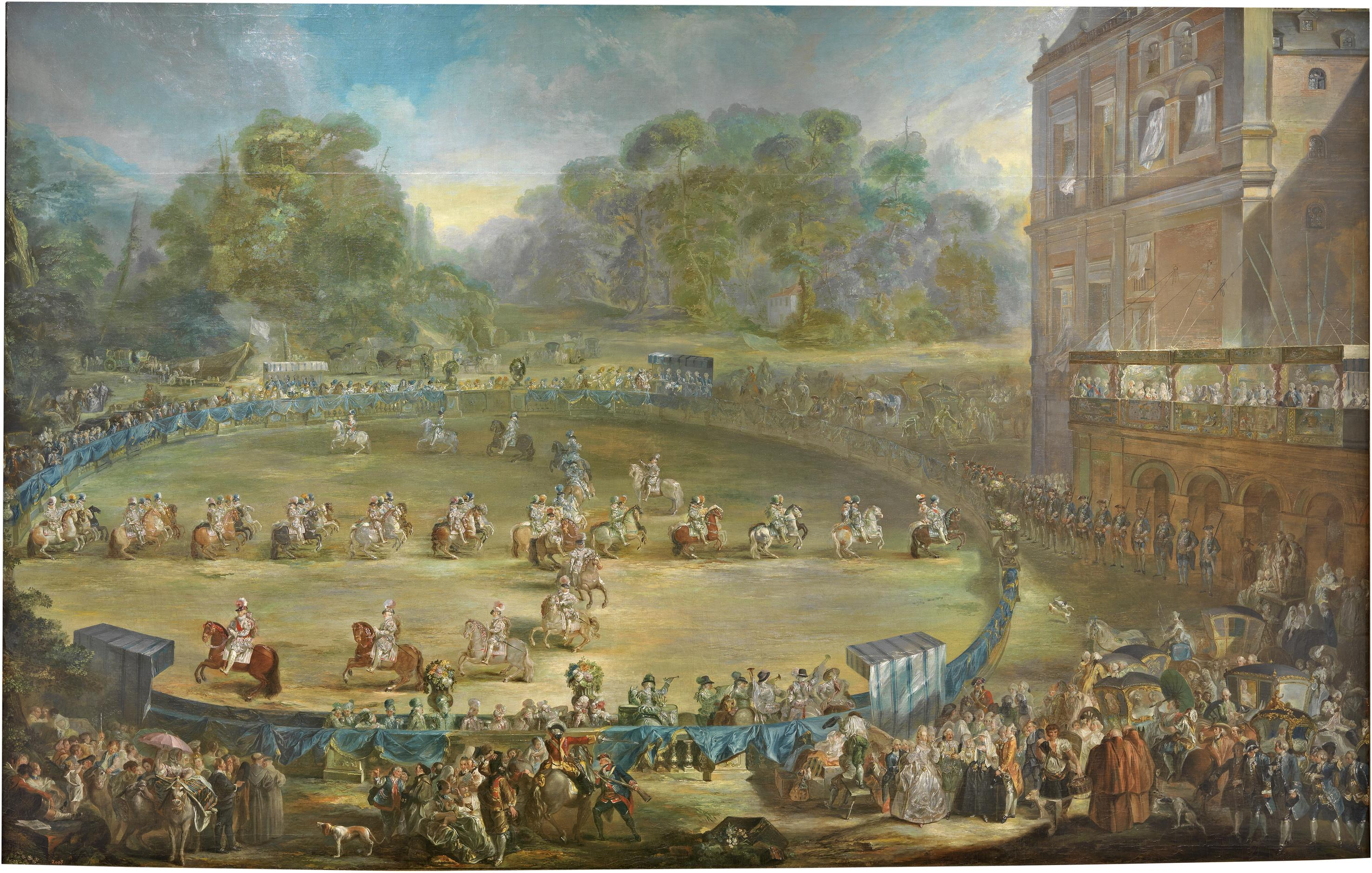
El juego de las parejas de 1770 en el palacio de Aranjuez, por Luis Paret y Alcázar.

El juego de parejas (también conocido sencillamente como parejas) es un ejercicio y espectáculo ecuestre surgido y practicado en la corte española.

## Historia
El juego tiene su origen en los conocidos como ballets ecuestres surgidos en el siglo XVII. El que sería como juego de parejas surgió en la corte española en el siglo XVII.
La fundación y desarrollo de las reales maestranzas de caballería en este siglo, destinadas a ejercitar a la nobleza en el arte ecuestre, favoreció una mayor difusión del juego de parejas en los ámbitos de influencia de las maestranzas.
El juego alcanzaría su cénit desde 1767 en que se comenzó la celebración anual de un juego de parejas en el palacio de Aranjuez. La función anual celebrada el 6 de junio de 1770 en Aranjuez sería representada en una pintura de Luis Paret y Alcázar que muestra la brillantez del ejercicio presenciado por la familia real y la corte. La función de ese año, según muestra la pintura de Paret, se ejecutó en un campo de forma oval cerrado por una balaustrada de estilo clásico con distintas tribunas. Además se montó una tribuna ricamente decorada desde la que el ejercicio era contemplado por Carlos III, otros miembros de la familia real, y la corte. El espectáculo se dividió en 4 cuadrillas:
- La de Carlos, príncipe de Asturias, que dirigía la función, en blanco y rojo;[Nota 3]
- la del infante Gabriel, en blanco y azul;[Nota 4]
- la del infante Luis, en blanco y verde;[Nota 5]
- la del XIV duque de Medina Sidonia (Pedro de Alcántara Alonso de Guzmán el Bueno), en blanco y dorado.[Nota 6]

Este espectáculo anual en Aranjuez era admirado por viajeros, como el británico Joseph Townsend, que describió el juego de parejas de 1787:
I had the satisfaction of seeing a pageant peculiar to this country 

(en español, Tuve la satisfacción de ver un espectáculo propio de este país...).
A principios del siglo XIX todavía se celebraban juegos de parejas en la corte española. La última vez que se celebraron fue hacia 1830.
En 2018 se recuperó el ejercicio en la plaza de Toros de Aranjuez dentro del XXV Festival de Música Antigua.

## Descripción
El juego se desarrollaba mediante la participación de una serie de jinetes en conjuntos de dos. Los jinetes describían distintas figuras en un lugar cercado y limitado al aire libre. En ocasiones el espectáculo se realizaba al compás de composiciones musicales de aire marcial, compuestas por los compositores de corte, como Gaetano Brunetti.
Las parejas podían organizarse tanto como un espectáculo autónomo, como en el marco de otras celebraciones con motivo de nacimientos, bautismos y matrimonios de príncipes.
En el siglo XVIII y principios del siglo XIX los jinetes eran normalmente personas reales y grandes de España.

### Individuales
1. ↑  Bañuelos y de la Cerda, Luis de (1877). «Capítulo de como se an de correr las parejas». Libro de la jineta y descendencia de los caballos Guzmanes. Sociedad de bibliófilos españoles. pp. 58-59. Consultado el 19 de enero de 2023.
2. ↑  López Castillo, José Miguel (15 de julio de 2019). «Indumentaria, galas y adornos en las parejas reales de 1765  a partir de dos manuscritos de la Biblioteca Nacional de España». Liño 25 (25): 37. ISSN 2341-1139. doi:10.17811/li.25.2018.37-61. Consultado el 21 de enero de 2023.
3. ↑  Cruz y Bahamonde, Nicolás de la (1812). «Capítulo IV: Diversas denominaciones de Granada ...». Viage [sic] de España, Francia, é Italia: En el qual se describen Valsain, La Granja, Segovia, Escorial, Aranjuez y los pueblos de la carrera de Andalucia dando la vuelta por Jaen y Granada hasta Cadiz. en la Imprenta de Manuel Bosch. pp. 195-196. Consultado el 21 de enero de 2023.
4. ↑  «Las parejas reales». Museo del Prado. 1770.
5. ↑  Coloma, Luis, S.J. (1895). Retratos de antaño. Madrid: Biblioteca de "La Semana Católica". pp. 214-219.
6. ↑  Townsend, Joseph (1792). A Journey Through Spain in the Years 1786 and 1787: With Particular Attention to the Agriculture, Manufactures, Commerce, Population, Taxes, and Revenue of that Country; and Remarks in Passing Through a Part of France (en inglés) I. Londres: C. Dilly. p. 341. Consultado el 21 de enero de 2023.
7. ↑  Ruiz Mayordomo, María José (3 de junio de 2018). «Crítica: Música Antigua Aranjuez recupera el 'Juego de Parejas' para su 25.º aniversario». Codalario. Consultado el 21 de enero de 2023.